# Anatol Jurewicz
Anatol Iwanawicz Jurewicz, biał. Анатоль Іванавіч Юрэвіч, ros. Анатолий Иванович Юревич, Anatolij Iwanowicz Juriewicz (ur. 12 sierpnia 1957 we wsi Budionicze rejonu starodoroskiego, w obwodzie mińskim, Białoruska SRR) – białoruski trener piłkarski.

## Kariera trenerska
Jego kariera piłkarska została przerwana w wieku 17 lat z powodu ciężkiej kontuzji. Karierę trenerską rozpoczął w 1977 roku w jako trener Futbolowej Szkoły Młodzieży w Mińsku. W 1990 prowadził klub Wiedrycz-97 Rzeczyca. W latach 1993–1997 pracował w zespole Polesie Mozyrz, później przemianowany na MPKC Mozyrz. Od 1999 do 2001 trenował Tarpeda-MAZ Mińsk, a potem Skwicz Mińsk. W latach 2004–2007 pracował w ukraińskim klubie Metałurh Zaporoże na stanowiskach głównego trenera i dyrektora sportowego. W 2007-2008 kierował FK Homel. Potem przeniósł się do Kazachstanu, gdzie w 2010 trenował Akżajyk Orał, a w 2011 przez 3 kolejki Ordabasy Szymkent. W grudniu 2011 objął stanowisko dyrektora sportowego w Kazachskim ZPN.

## Sukcesy i nagrody

### Sukcesy trenerskie
- mistrz Białorusi: 1996
- wicemistrz Białorusi: 1995, 2007
- zdobywca Pucharu Białorusi: 1996